# Lunana
Lunana (bhutanisch ལུང་ནག་ན) ist ein abgelegenes Dorf im Gasa Dzongkhag im Nordwesten von Bhutan. Es ist der Hauptort des Lunana Gewog.

## Geographie
Das Dorf liegt nur etwa 15 km südlich der Grenze zu China im Tal des Pho Cho. Nördlich des Ortes ragen die Gipfel Kangphu Kang, Chomolhari Kang und Jejekangphu Kang im Jigme-Dorji-Nationalpark auf. Zahlreiche Camps liegen in der Umgebung und als religiöse Einrichtung dient der Tshojong Dzong weiter Talaufwärt im Nordosten. Am Ende des Haupttales, bei Thangza im Nordosten, liegen mehrere Gletscherseen, unter anderem der Thorthormi Lake. Aufgrund der Bedrohung durch eine mögliche Überflutung wurde in Lunana ein Frühwarnsystem aufgebaut.

In Lunana fallen jährlich 200 cm Niederschlag.

## Geschichte
Der Ort ist auch Schauplatz für den Film Lunana – Das Glück liegt im Himalaya (Lunana: A Yak in the Classroom, 2019).
Die Menschen leben von der Viehzucht (Yaks) und sammeln Chinesische Raupenpilze (Ophiocordyceps sinensis, caterpillar fungus). Außerdem bauen sie in kleinem Umfang Weizen, Buchweizen, Kartoffeln, Rettich und Speiserüben an. Einige Menschen verbringen die Winter in den Tälern in niedrigeren Lagen. Sie sprechen den lokalen Dialekt Lunanakha (Dzongkha: ལུང་ནག་ན་ཁ་; Wylie: lung-nag-na-kha).